# NGC 5380
NGC 5380 é uma galáxia elíptica (E-S0) localizada na direcção da constelação de Canes Venatici. Possui uma declinação de +37° 36' 37" e uma ascensão recta de 13 horas, 56 minutos e 56,7 segundos.
A galáxia NGC 5380 foi descoberta em 16 de Maio de 1787 por William Herschel.